# Марксистская политическая экономия

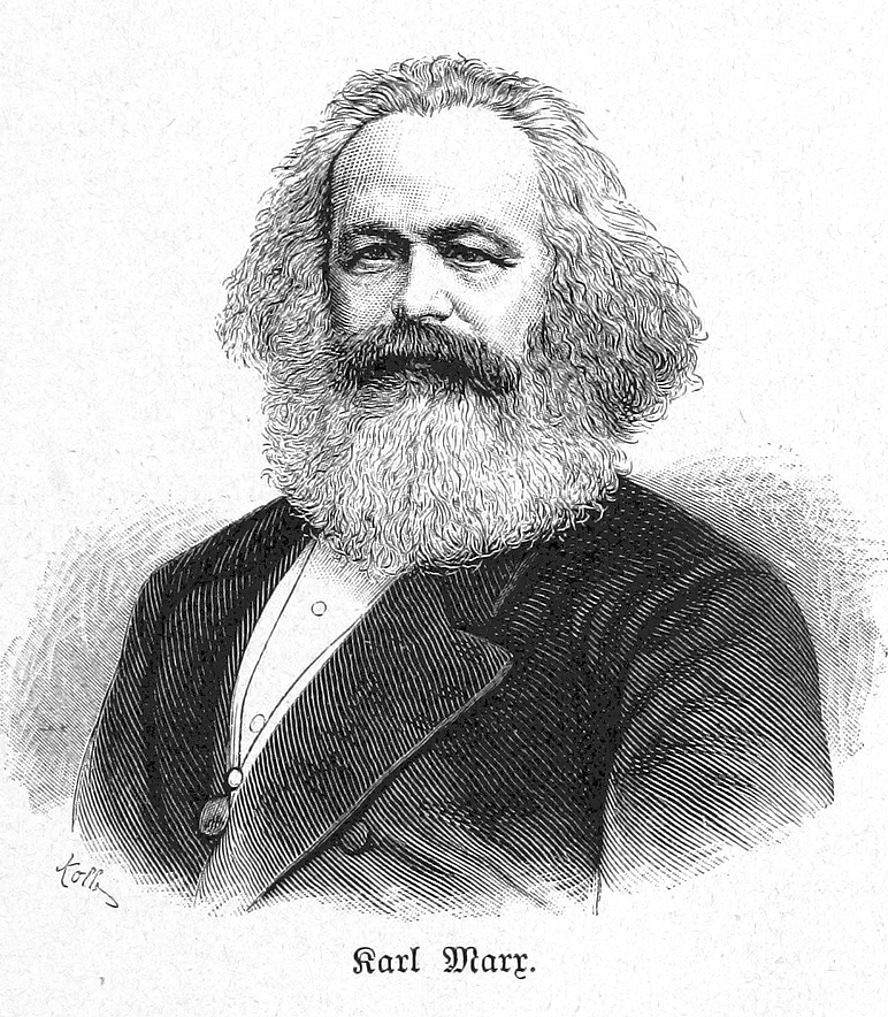
Карл Маркс, рисунок 1901 года

Маркси́стская полити́ческая эконо́мия — направление в экономической теории, политическая экономия, основу которой составляет трудовая теория стоимости (Адам Смит, Давид Рикардо), которую Карл Маркс логически продолжил и расширил теорией прибавочной стоимости. Это направление является составной частью марксизма, его развивали Фридрих Энгельс, Карл Каутский, Роза Люксембург, Георгий Плеханов, Владимир Ленин. Отдельные положения Маркса подвергли пересмотру «ревизионисты» — Эдуард Бернштейн, Михаил Туган-Барановский, Вернер Зомбарт.

## Теория

### Товар
Товар — некая вещь, которая участвует в обмене. Первоначально предметы изготавливались для потребления лично производителем или в кругу его родственников. Обмен происходил эпизодически и не являлся фактором, существенно влиявшим на объёмы производства. С развитием производительности труда обмен начал происходить повсеместно, предметы начинают производить преимущественно для обмена, а не для личного потребления. Разделение труда значительно увеличивает производительность, форму товара приобретают фактически все результаты любой человеческой деятельности. Превращение в товар самой способности человека к труду превращает средства производства в капитал. Ленин в книге «Экономическое содержание народничества и критика его в книге г. Струве» даёт такую характеристику капитализма: «Продукт [производства] принимает форму товара в самых различных общественных производственных организмах, но только в капиталистическом производстве такая форма продукта труда является общей, а не исключительной, не единичной, не случайной. Второй признак капитализма — принятие товарной формы не только продуктом труда, но и самим трудом, то есть рабочей силой человека».
У товара одновременно имеется:
- полезность (ценность для потребителя, потребительная стоимость). Полезность означает свойство вещи удовлетворять человеческую потребность того или иного рода (еда удовлетворяет голод, одежда согревает). «Потребительные стоимости» разных товаров не имеют сопоставимой эквивалентности, даже если они удовлетворяют одну и ту же потребность (ценность одежды для потребителя не имеет прямой зависимости от её теплопроводности или влагозащищённости). Полезность порождается свойствами конкретного предмета вне зависимости от того, является ли он результатом действия исключительно природных сил, произведён ли человеком для личного потребления или для обмена (то есть рассматривается как личный предмет или как товар).

- меновая стоимость или просто стоимость (количественное соотношение обмена одного товара на другой). Она проявляется лишь при обмене. Меновые стоимости различных товаров однородны и отличаются друг от друга лишь количественно. Точно также, массы (вес) или длины совершенно разных предметов по сути однородны и отличаются лишь количественно.

Адам Смит одним из первых разделил полезность и меновую стоимость. Он сделал вывод, что стоимость в процессе обмена зависит от количества труда, необходимого для производства товаров. Таким образом стоимость зависит от количества труда, то есть от часов рабочего времени. А разные по своей сути и полезности товары при обмене уравниваются именно по стоимости, то есть имеют тенденцию к обмену пропорционально затратам рабочего времени.

### Конкретный и абстрактный человеческий труд
Конкретный труд:
- Разновидность конкретной деятельности, необходимой для производства конкретной вещи, которая обладает полезностью (потребительной стоимостью)
- Отличается от других видов труда, производящих другие вещи и напрямую с ними не сопоставляется
- Не связан ни с какой исторически обусловленной организацией труда и правом собственности
- Может осуществляться лишь в соединении с силами природы и опираясь на них

Абстрактный труд:
- Качественно однородный человеческий труд, обезличенный и сопоставимый с трудом другого человека (усреднённый для текущих условий производства в конкретном обществе)
- Осуществляется в виде физиологической затраты человеческой рабочей силы
- Является источником стоимости, которая проявляется исключительно в процессе эквивалентного обмена.

### Деньги
Функции денег:
- мера стоимостей (выражение стоимостей товаров как количественно сравнимых единиц, появляется понятие цены, то есть денежного выражения стоимости товара);
- средства обращения (Кругооборот товара Т — Д — Т),
- средство накопления [средство накопления сокровищ] (параллельно движущимся денежным потокам существуют и денежные резервы и постоянно происходят переливы из одних в другие),
- средство платежа (кредит, который создаёт возможность распоряжаться ресурсами, которые не только ещё не превращены в деньги, но часто и не произведены).
- всемирные деньги (опосредование мировой торговли).

### Прибавочная стоимость
Понятие прибавочной стоимости, или прибавочной ценности (англ. surplus value), базируется на трактовке стоимости, как овеществлённом труде, то есть стоимость товара определяется количеством необходимого для его производства труда. До Маркса в рамках этой теории не получалось объяснить суть заработной платы и её размер. Если труд формирует стоимость, то в обмен на свой труд рабочий должен получать заработную плату, размер которой в идеале равен той стоимости, которую создал труд рабочего. Но это явно противоречит наблюдаемой действительности — рабочий в большинстве случаев получает меньше. Карл Маркс предположил, что труд создаёт стоимость, но сам стоимости не имеет и продаваться не может. Рабочий продаёт не свой труд, а свою способность к труду, потенциальную возможность трудиться оговорённое время. Маркс назвал этот специфичный товар рабочая сила. Стоимость рабочей силы формируется как и стоимость любого иного товара — количеством труда, необходимого для производства (воспроизводства). Если брать упрощённо, то стоимость рабочей силы формируют те товары, которые необходимы работнику для поддержания своей жизни и восстановления работоспособности (еда, одежда, жильё, отдых), содержание своей семьи и детей, а также получение образования (обучения), необходимого для выполнения работы. При заданном стоимостью рабочей силы (уровнем заработной платы) уровне потребления рабочий способен стабильно ежедневно работать на производстве некое время, за которое будет создана новая стоимость. Обычно за рабочий день труд рабочего создаёт стоимости больше, чем стоимость потраченной за это время рабочей силы (размера зарплаты). Превышение размера новой созданной стоимости над стоимостью рабочей силы, в результате производственного «потребления» (процесса труда) которой была создана эта новая стоимость Маркс назвал прибавочной стоимостью. Источником прибавочной стоимости, по Марксу, является продолжение «потребления» рабочей силы дольше того времени, в течение которого воспроизводится её собственная стоимость. При этом стоимость задействованных в производстве всех иных товаров, на которые труд был потрачен ранее (сырье, машины, инструменты, здания), на новые товары лишь переносится, но не создаёт ни новой, ни дополнительной стоимости.
По теории Маркса, прибавочная стоимость проявляется в своих особых формах как уже распределённая между всеми агентами капиталистического производства: предпринимательская прибыль, процентный доход, рента, налоги, акцизы, пошлина.
Маркс считал, что при любой общественной организации в сфере производства создаётся прибавочный продукт, и это происходит именно в производственной сфере, а не в сфере обращения, в которой он лишь наглядно себя проявляет. Прибавочный продукт в любом обществе служит источником налогов и накопления. Но лишь при капитализме он получает своё окончательное развитие в виде прибавочной стоимости, которая проявляется в форме прибыли, становясь самостоятельной целью производства.
Маркс делил прибавочную стоимость на:
- абсолютную: создаётся путём удлинения рабочего дня;
- относительную: возникает из-за повышения производительности труда, удешевления рабочей силы и сокращения необходимого рабочего времени, что приводит к изменению соотношения времени между необходимым и прибавочным трудом в рамках того же самого рабочего дня.

Следует отличать прибавочную стоимость от добавленной стоимости.
Понятие прибавочная стоимость — одно из центральных понятий марксистской экономической теории. Маркс указывал, что при капиталистическом способе производства прибавочная стоимость присваивается капиталистом в виде прибыли, в чём и выражается эксплуатация им рабочего. По словам Маркса, норма прибавочной стоимости есть «точное выражение степени эксплуатации рабочей силы капиталом, или рабочего капиталистом».
Норма прибавочной стоимости = m / v = прибавочный труд/необходимый труд

### Капитализм
Основными признаками капитализма могут быть названы следующие:
- производство, нацеленное на обмен, носит всеобщий характер
- рабочая сила является товаром
- стремление к прибыли — главная движущая сила производства
- извлечение прибавочной стоимости, отделение непосредственного производителя от средств производства, составляют внутреннюю экономическую форму
- следуя императиву экономического роста, капитал стремится к глобальной интеграции посредством мировых рынков.
- основной закон развития — распределение прибыли пропорционально вложенному капиталу:

```
       П
i
  =  р×К
і

или
       П
і
  =  р×(С
і
 + V
і
)

где: П
і
 — прибыль і-го предприятия,
     К
і
 — вложение капиталиста в производство товара і-го предприятия
     С
і
 — 
постоянный капитал
 (
предмет труда
 + 
средства труда
 как износ 
орудий труда
) і-го предприятия
     V
і
 — 
переменный капитал
 (заработная плата рабочих) і-го предприятия
```

### Производительные силы
Производительные силы (нем. Produktivkräfte) — средства производства и люди, обладающие определённым производственным опытом, навыками к труду и приводящие эти средства производства в действие. Таким образом, люди — основной элемент производительных сил общества. Производительные силы выступают в качестве ведущей стороны общественного производства. Уровень развития производительных сил характеризуется степенью общественного разделения труда и развитием средств труда, прежде всего техники, а также степенью развития производственных навыков и научных знаний. Карл Маркс впервые использовал это понятие в работе «Манифест коммунистической партии» (1848 год).

### Производственные отношения
Производственные отношения (производственно-экономические отношения) — отношения между людьми, складывающиеся в процессе общественного производства и движения общественного продукта от производства до потребления.
Сам термин «производственные отношения» был выработан Карлом Марксом («Манифест коммунистической партии» (1848) и др.).
Производственные отношения отличаются от производственно-технических отношений тем, что они выражают отношения людей через их отношения к средствам производства, то есть отношения собственности.
Производственные отношения являются базисом по отношению к политике, идеологии, религии, морали и др. (общественной надстройке).
Производственные отношения являются социальной формой производительных сил. Вместе они составляют две стороны каждого способа производства и связаны друг с другом по закону соответствия производственных отношений характеру и уровню развития производительных сил: производственные отношения складываются в зависимости от характера и уровня развития производительных сил как форма их функционирования и развития, а также от форм собственности. В свою очередь, производственные отношения воздействуют на развитие производительных сил, ускоряя или тормозя их развитие. Производственные отношения обуславливают распределение средств производства и распределение людей в структуре общественного производства (классовую структуру общества).

#### Социальный акцент марксистской политической экономии
Социальная несправедливость и пути её преодоления, построения справедливого общества — эти проблемы попадают в центр внимания мыслителей, философов, начиная с глубокой древности. В Новое время один за другим появляются труды, специально посвящённые вопросам преобразования общества на социалистических принципах — теории утопического социализма. В марксизм они входят, как один из трёх его источников, наряду с буржуазной политической экономией. Однако собственно в предмет политэкономии эту проблематику вводит предшественник Маркса, С. Сисмонди, представляющий в науке течение экономического романтизма.
Ещё при жизни Маркса, по ходу разложения буржуазной политической экономии на отдельные, часто расходящиеся во мнениях, течения, многие из них «выкидывают» из состава предмета социальную составляющую. Этот процесс продолжался и в XX веке; обосновывая такую позицию, английский экономист Лайонел Роббинс в 1932 году заявил:

Экономика имеет дело с удостоверяемыми фактами, а этика — с оценками и обязанностями. Эти две области исследования не лежат в одной плоскости рассуждений.Оригинальный текст (англ.)Economics deals with ascertainable facts; ethics with valuations and obligations. The two fields of enquiry are not on the same plane of discourse.
Однако далеко не все экономисты поддержали эту позицию. Дж. М. Кейнс возразил Роббинсу:

Вопреки Роббинсу, экономика является морально-этической наукой по своей сущности. Иначе говоря, она использует самоанализ и субъективную оценку ценности.Оригинальный текст (англ.)As against Robbins, Economics is essentially a moral science. That is to say, it employs introspection and judgement of value.
Обоснованные Марксом требования рабочих к капиталистам находили и неожиданную поддержку. В 1950 году Пьер Биго издал специальное исследование под названием «Марксизм и гуманизм». В качестве руководящего тезиса своей монографии этот видный французский иезуит (о нём см. fr:Fidei donum) избрал цитату из рождественского послания Пия XII от 24 декабря 1942 года, где папа римский констатирует небогоугодность нынешнего социального порядка, признавая обоснованность требований рабочих о его переустройстве:

Но Церковь не может попустительствовать или закрывать глаза на то, что рабочий, который тщится облегчить свою долю, сталкивается с системой, которая находится в несогласии с природой и противна Божьему порядку и предназначению, которое Он положил благам земным.
Оригинальный текст (итал.)
Ma la Chiesa non può ignorare o non vedere, che l’operaio, nello sforzo di migliorare la sua condizione, si urta contro qualche congegno, che, lungi dall’essere conforme alla natura, contrasta con l’ordine di Dio e con lo scopo, che Egli ha assegnato per i beni terreni.
В развитие этого целеполагающего тезиса понтифика, П. Биго критически рассматривает категорию прибавочной стоимости, которая в учении Маркса является отправной точкой в исследовании отмеченной социальной несправедливости. «П. Биго считает, — пишет французский историк экономических учений Эмиль Жамс, — что извлечение прибавочной стоимости, даже если она не обуславливается удлинением рабочего дня, о котором говорит Маркс», может иметь место и действительно имеет место благодаря интенсификации труда и истощению умственных способностей человека".

П. Биго даёт следующую оценку воззрений Маркса об отношениях между трудом и капиталом в части трактовки акта купли-продажи рабочей силы:
Маркс рассматривал капитализм как овеществление и продажу человека, следовало бы сказать — как его материализацию. Марксистский материализм… направлен прежде всего на то, чтобы освободить человека от этой экономической материализации, которая составляет основу продажи человека.

## Критика марксистской политэкономии
Многие экономисты и историки, анализировавшие наследие Маркса в области экономики, считают научную значимость его работ невысокой. По мнению Пола Самуэльсона (1915—2009), видного американского экономиста, лауреата премии по экономике памяти Альфреда Нобеля, «с точки зрения вклада в чисто экономическую теоретическую науку Карла Маркса можно рассматривать как мелкого экономиста пост-рикардианской школы». Французский экономист Жак Аттали в своей книге «Карл Маркс: Мировой дух» указывает, что «Джон Мейнард Кейнс считал „Капитал“ Маркса устаревшим учебником по экономике, не только ошибочным с экономической точки зрения, но и лишённым интереса и практического применения в современном мире». Сам Аттали, который симпатизирует Марксу и пропагандирует его учение, тем не менее считает, что Маркс так и не смог доказать ключевых положений своей экономической теории: трудовую теорию стоимости, теорию прибавочной стоимости и «Закон понижения нормы прибыли» при капитализме, — хотя и упорно пытался это сделать, в течение 20 лет собирая экономическую статистику и изучая алгебру. Таким образом, по мнению Аттали, эти ключевые положения его экономической теории так и остались недоказанными гипотезами. Между тем, именно эти гипотезы являлись краеугольными камнями не только марксистской политэкономии, но и марксистской классовой теории, а также марксистской критики капитализма: по Марксу эксплуатация рабочих заключается в том, что капиталисты присваивают прибавочную стоимость, созданную рабочими.
Стэнфордская философская энциклопедия в статье «Карл Маркс» также считает, что выводы о норме прибыли, сделанные Марксом на основе его теории прибавочной стоимости, «не только ошибочны эмпирически, но и неприемлемы теоретически». Далее статья содержит критику трудовой теории стоимости в следующей форме:

Утверждение Маркса о том, что только труд может создавать прибавочную стоимость, не основано на какой-либо аргументации или анализе, и можно утверждать, является просто элементом (артефактом) его представлений. Любой товар можно было выбрать на подобную роль. Следовательно, с равным основанием можно было бы изложить кукурузную теорию стоимости, утверждая, что кукуруза обладает уникальной силой создания большей стоимости, чем она сто́ит. Формально, она будет идентична трудовой теории стоимости.
Оригинальный текст (англ.)Marx's assertion that only labour can create surplus value is unsupported by any argument or analysis, and can be argued to be merely an artifact of the nature of his presentation. Any commodity can be picked to play a similar role. Consequently with equal justification one could set out a corn theory of value, arguing that corn has the unique power of creating more value than it costs. Formally this would be identical to the labour theory of value.
— Стенфордская философская энциклопедия, статья «Карл Маркс»
Хотя Маркс в первом томе «Капитала» достаточно подробно обосновывает, почему труд не является товаром, что товаром является рабочая сила, и что этот специфичный товар имеет принципиальные отличия для нужд производства, по сравнению с любым другим товаром — все товары лишь переносят свою стоимость на конечный продукт, а товар «рабочая сила» этого не делает, зато создаёт новую стоимость.
Критика теории трудовой стоимости содержится и в зарубежных учебниках по истории экономической мысли.
Некоторые авторы указывали на расплывчатость, неясность и неконкретность формулировок Маркса, которые похожи не столько на экономические, сколько на философские умозаключения (Маркс по образованию был юристом и философом). Жак Аттали считает, что многие экономические постулаты (тезис о фетишизации денег при капитализме, об отчуждении труда, тезис о капитале как о мёртвом труде-вампире, высасывающем живой труд и т. д.) он выводил не из объективной реальности или фактов, а из своих личных ощущений и комплексов.
Сам Маркс невысоко оценивал свой вклад в экономическую науку, в отличие от своего вклада в области социальной теории.
Существует взгляд, что марксистская политэкономия, вернее, та её часть, которая была привнесена самим Марксом, не является традиционной экономической наукой, а представляет собой самостоятельное философское ответвление политической экономии.

## Марксистская школа политэкономии после Маркса
До 1930-х годов научные исследования в рамках марксистской доктрины ограничивались кругом немецких и российских авторов, и только в Германии и России марксизм оказывал сильное влияние на исследования экономистов-несоциалистов.

### В Германии и Австрии
Марксизм был официальной идеологией Социал-демократической партии Германии, добившейся большого влияния на рабочий класс. Её огромная организация предлагала профессиональную карьеру только ортодоксальным марксистам, в таких обстоятельствах литература неминуемо должна была носить апологетический и интерпретационный характер. Идейный лидер К. Каутский в целом не был оригинальным мыслителем, но в книге «Аграрный вопрос» (1899) попытался распространить Марксов закон концентрации на сельское хозяйство.
По определению исследователя истории экономической мысли Йозефа Шумпетера

Авторов, которые посреди желчных споров сумели разработать более или менее новые аспекты марксистской доктрины, обычно называют неомарксистами.
К таковым Шумпетер отнёс О. Бауэра, Р. Гильфердинга, Г. Гроссмана, Г. Кунова, Р. Люксембург и Ф. Штернберга. Они прежде всего были заинтересованы в тех частях Марксова учения, которые имеют непосредственное отношение к тактике социалистов в период, являвшийся, по их мнению, последней, «империалистической», фазой капитализма. В этом их взгляды соприкасались с доктринами ленинизма и троцкизма, которые сосредоточились на империализме, хотя в остальных вопросах эти теоретики стояли на антибольшевистских позициях. Эти авторы добились относительного успеха в разработке теории протекционизма и тенденции (реальной или воображаемой) капиталистического общества проявлять склонность к ведению войн.
Однако сохранить идейную дисциплину внутри большой партии не удалось, Э. Бернштейн выступил с работами, подвергшими ревизии все аспекты марксизма. Критика Бернштейна оказала стимулирующее влияние и способствовала появлению более точных формулировок, повлияла на увеличение готовности марксистов отказаться от предсказаний обнищания и краха капитализма. Но если говорить о научной позиции марксистов, на неё влияние ревизионизма не было плодотворным:

Бернштейн был замечательным человеком, но неглубоким мыслителем и тем более не теоретиком.
Австромарксистами Карлом Реннером, Отто Бауэром, Отто Нейратом были предприняты попытки скорректировать вопросы экономической политики.

### В России
Роль немецкого влияния была велика. С точки зрения научных исследований из ортодоксальных авторов Шумпетер считает нужным упомянуть только Г. Плеханова и Н. Бухарина. В. Ленин и Л. Троцкий не внесли в экономический анализ ничего, что не было бы предвосхищено Марксом или немецкими марксистами.
Оригинальным российским течением стал «легальный марксизм», выдвинувший аргументы в пользу возможности и прогрессивности капитализма в России. Первой книгой, в которой были изложены эти идеи, стали изданные в 1894 году «Критические заметки к вопросу об экономическом развитии России» П. Струве, который позднее вспоминал:

В развитии мировой экономической мысли моя книга, насколько мне позволяет сказать мое знакомство с литературой предмета, была первым проявлением того, что позже стало известно под именем марксистского или социал-демократического «ревизионизма».— Мои встречи и столкновения с Лениным
Марксизм сильно повлиял на всех российских экономистов, включая тех, кто с ним полемизировал. Самым выдающимся из «полумарксистских» критиков Маркса был М. Туган-Барановский.

### Сближение экономистов-марксистов с экономическим мейнстримом
Экономическая интерпретация истории Маркса является его вкладом в социологию первостепенной важности. Марксистская политэкономия уже к моменту написания выглядела устаревшей, её практический смысл состоял в создании идейной базы для обоснования классовой борьбы пролетариата. Вследствие этого с 1920-х годов стал наблюдаться феномен увеличения числа экономистов, которые придерживались марксистской идеологии, но в вопросах чистой экономической теории стали использовать немарксистскую методологию. Эта тенденция представлена именами Э. Ледерера, М. Добба, О. Ланге и А. Лернера.

Можно утверждать, что, за исключением вопросов экономической социологии, научно подготовленный социалист более не является марксистом.— Шумпетер Й. 

### Польская школа
Перри Андерсон указывал, что можно говорить о польской школе марксистской политической экономии, в которую входят Роза Люксембург, Генрик Гроссман, Михал Калецкий и Наталия Мошковская, хотя с Польшей связана научная деятельность только Калецкого.

### Неомарксистская политэкономия
Группа авторов вокруг журнала «Monthly Review», включая Пола Суизи, Пола Барана и Гарри Магдоффа, стала зачинателями неомарксистской политической экономии. На неё повлияли посткейнсианство (Джоан Робинсон) и неорикардианство (Пьеро Сраффа). Теоретиками неомарксистской политэкономии также считаются Морис Добб, Ричард Вольф, Стивен Резник, Эндрю Глин, Анвар Шейх, Герберт Гинтис, Адам Пшеворский, Дэвид Гордон, Нобуо Окисио, представители аналитического марксизма Самуэль Боулс, Джон Рёмер, Юн Эльстер.
Неомарксисты Иммануил Валлерстайн, Самир Амин, Андре Гундер Франк выступили важными разработчиками мир-системного анализа капитализма как глобальной системы.
Троцкистских убеждений придерживался бельгийский экономист Эрнест Мандель, исследовавший кризисы позднего капитализма и их взаимосвязь с теорией длинных волн, бюрократию и природу Советского Союза, историю и перспективы марксистской политэкономии.

### В СССР

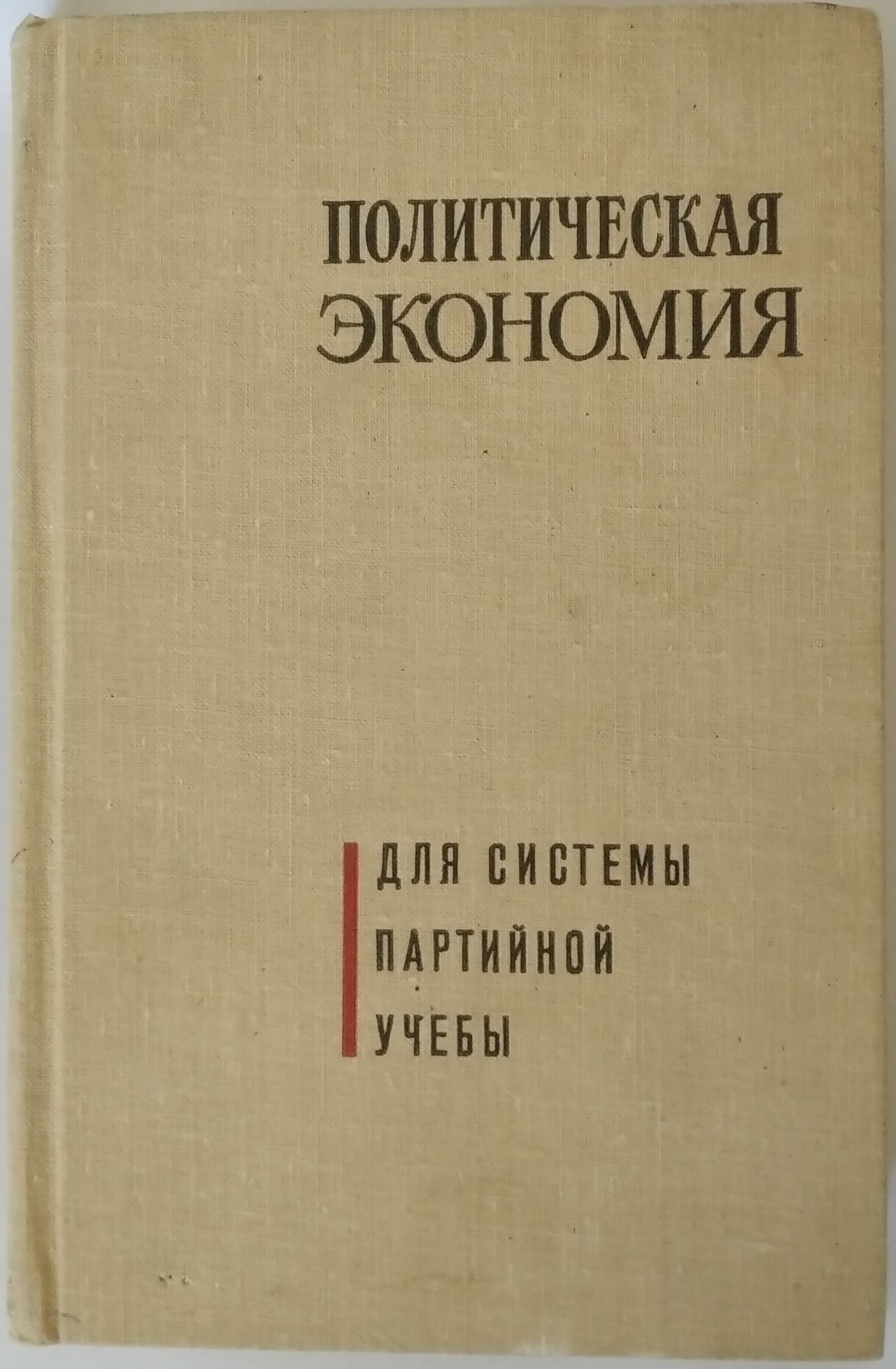
Обложка учебника по политической экономии (1967) — для системы партийной учёбы

20-е годы оцениваются как расцвет советской экономической науки, в политэкономии шли дискуссии по методологии. В начале 30-х годов дискуссии были прерваны, многие экономисты стали жертвами репрессий. Формой развития политэкономии стало постепенное признание необходимости и неизбежности при социализме старых экономических форм, хотя бы в усечённом, «преобразованном» виде. Сначала была признана необходимость хозяйственного расчёта, торговли, денег, затем в 30-е годы было признано товарное производство и закон стоимости в советской экономике. В послевоенные годы признание получили и другие экономические категории: процент, прибыль, цена производства, рента и т. д. С конца 30-х годов советские экономисты более или менее чётко делятся на два лагеря. Одни, получившие неофициальное название «товарники», пытаются ввести в экономическую науку реальные проблемы, согласовав их постановку с официозными основами политической экономии, обосновать необходимость товарного производства при социализме. Другие, по собственной инициативе или следуя указаниям сверху, возобновляют борьбу за «чистоту» экономической науки, в том виде как она понималась классиками марксизма. При жизни Сталина научная полемика регулярно перерастала в травлю, однако после его смерти она приняла более благопристойные формы борьбы различных направлений в науке.
Благодаря своей роли аналитического центра советского руководства созданный в 1956 году Институт мировой экономики и международных отношений (ИМЭМО) смог, оставаясь в рамках марксизма, внести вклад в пересмотр наиболее противоречивших фактам идеологических догм и анахроничных представлений в области политической экономии капитализма, таких как закон роста органического строения капитала (отношения постоянного капитала к переменному), всеобщий закон капиталистического накопления, закон абсолютного и относительного обнищания рабочего класса, тенденция нормы прибыли к понижению, непроизводительный характер труда в сфере торговли и услуг, закон преимущественного роста первого подразделения общественного производства, закон отставания сельского хозяйства от развития промышленности. Помимо новых фактов материал для обновления марксизма учёные ИМЭМО, имевшие доступ к современной литературе, черпали из западных теорий, прежде всего из институционализма.
В Советском Союзе изучение марксистской политической экономии являлось необходимой составляющей экономического (и в целом, высшего) образования. Рассматриваемая как единственно верная отправная точка в изучении социально-экономических процессов, в разрезе методологическом марксистская политическая экономия подразделялась на «политэкономию капитализма» и «политэкономию социализма». Первая служила основой исследований экономики и производственных отношений в капиталистическом мире и его периферии, вторая же затрагивала формационно-специфические вопросы развития народного хозяйства и международных экономических отношений социалистических стран; формулировала главную целевую функцию (сбалансированный рост благосостояния трудящихся при соблюдении принципов социальной справедливости) и пути её реализации с упором на принцип планового развития. При этом основные положения марксистской политэкономии для всех экономистов, чиновников и для большинства населения СССР являлись непререкаемыми догмами, и само это учение (марксизм-ленинизм), по словам историков Р. Медведева и Ж. Медведева, «превратилось в светскую форму религиозного сознания».

## Политическое значение
Политическое влияние марксизма в XX в. было огромным: марксизм доминировал примерно на 1/3 территории земного шара.
Марксистская политэкономия выступила экономической доктриной социализма, реализованного в XX веке в СССР, КНР, в странах Восточной Европы, Индокитая, на Кубе, в Монголии. В свою очередь социальные изменения в странах, строивших социализм, подтолкнули глубокую трансформацию социально-экономического устройства развитых капиталистических стран, качественно улучшившую социальное положение основной массы их населения и развитие институтов демократии в этих странах.
С другой стороны, почти во всех социалистических (де-факто государственно-капиталистических) странах марксистская экономическая наука превратилась в догматическое учение, не отвечавшее реалиям этих стран.
Реформы в КНР сопровождались активным внедрением современных западных экономических теорий, что привело к параллельному развитию немарксистских и марксистских экономических взглядов. В ведущих учебных центрах КНР курсы читают экономисты молодого поколения, вернувшиеся из-за границы после учёбы, учебники, по которым занимаются студенты, в основном те же, что на Западе. Утвердившиеся в экономическом сообществе КНР строгие профессиональные критерии, выстроенные по западным образцам, не позволяют марксистам успешно конкурировать в сфере преподавания и науки с коллегами-экономистами, получившими современное образование. Однако китайские власти поставили марксистам задачу идеологического обоснования проводимых в Китае реформ и популярного изложения экономической политики властей. Подобное разделение труда составляет основу для бесконфликтного сосуществования двух течений.